# Place de la Réconciliation
La place de la Réconciliation de Canberra, capitale fédérale de l'Australie, est un parc paysager situé dans le triangle parlementaire à mi-distance du lac Burley Griffin et du vieux Parlement. Elle a été aménagée en 2001 comme témoignage de la réconciliation entre les aborigènes d'Australie et les colons et inaugurée en 2002 par le premier ministre John Howard. 

## Conception
La place a été conçue par l'architecte Simon Kringas. Sharon Payne était le conseiller culturel indigène.   
La place est centrée par un monticule situé à l'intersection de l'axe de terre et de l'axe de l'eau conçu par l'architecte de Canberra, Walter Burley Griffin.  
Reliant la Haute Cour à la bibliothèque nationale australienne, la place constitue une promenade publique avec des œuvres d'art appelées « Slivers » regroupant des images et des textes sur la réconciliation des peuples d'Australie. 
La place doit continuer d'évoluer au cours du temps avec l'ajout de nouvelles œuvres d'art.